# Kathleen Mary Drew-Baker
Kathleen Mary Drew-Baker, nascuda Kathleen Drew (Leigh, Lancashire, Regne Unit, 6 de novembre de 1901 - Manchester, 14 de setembre de 1957) va ser una botànica, ficòloga i professora universitària francesa.
Formada a la Universitat de Manchester, es va convertir en una de les dues primeres dones a obtenir un títol d'honor de primera classe en aquesta institució el 1922. Després de diversos anys com a professora adjunta de botànica a la universitat, Drew fou guardonada amb un Commonwealth Fellowship, la qual cosa li va permetre passar dos anys investigant a la Universitat de Califòrnia a Berkeley. Allà, va seguir especialitzant-se en les algues vermelles i va produir una revisió dels gèneres Chantransia A.P. DeCandolle, Rhodochorton Nägeli i Acrochaetum Nägeli.
Poc després de tornar a Manchester, es va casar amb el doctor Henry Wright Baker, després professor a la universitat de Manchester, i la seva ocupació a la universitat va acabar en aquest moment. Així i tot, va continuar realitzant la seva investigació en aquesta institució gràcies a una beca de residents d'Ashburne Hall, que li va permetre treballar com a investigadora honoraria. Va realitzar investigacions sobre la història de la vida, la citologia i la morfologia de moltes espècies d'algues vermelles i va obtenir el títol de doctorat el 1939. Es va centrar en la història de la vida de l'alga comestible Porphyria umbilicalis (L.) J. Agardh., un parent proper de P. yezoensis and P. tenera, les dues espècies principals cultivades comercialment al Japó i conegudes com a "nori". La seva anàlisi sobre el cicle de vida de Nori, i els seus descobriments, que foren publicats el 1949, van proporcionar assistència als agricultors japonesos que patien collites imprevisibles, estalviant la indústria d'algues japoneses. Basant-se en la seva tasca, científics japonesos van desenvolupar tècniques de sembra artificial que van augmentar la producció. Drew-Baker va passar la major part de la seva vida acadèmica al departament de botànica criptogàmica de la Universitat de Manchester, exercint com a professora de botànica i després investigadora de 1922 a 1957. També va passar dos anys treballant a la Universitat de Califòrnia, on va fomentar l'estudi de les algues en estudiants britànics. Durant els seus trenta-tres anys de recerca, va recollir més de 2.700 espècies que foren donades a BM.
Va ser un dels membres fundadors de la British Phycological Society i va exercir com el seu primer president.
A Drew se li reconeix ja haver salvat aquesta indústria a la vora del col·lapse després que una sèrie de desastres naturals destruïssin llits d'algues al llarg de la costa. En reconeixement del seu treball es va aixecar una estàtua a Tòquio el 1963.